# Начинка

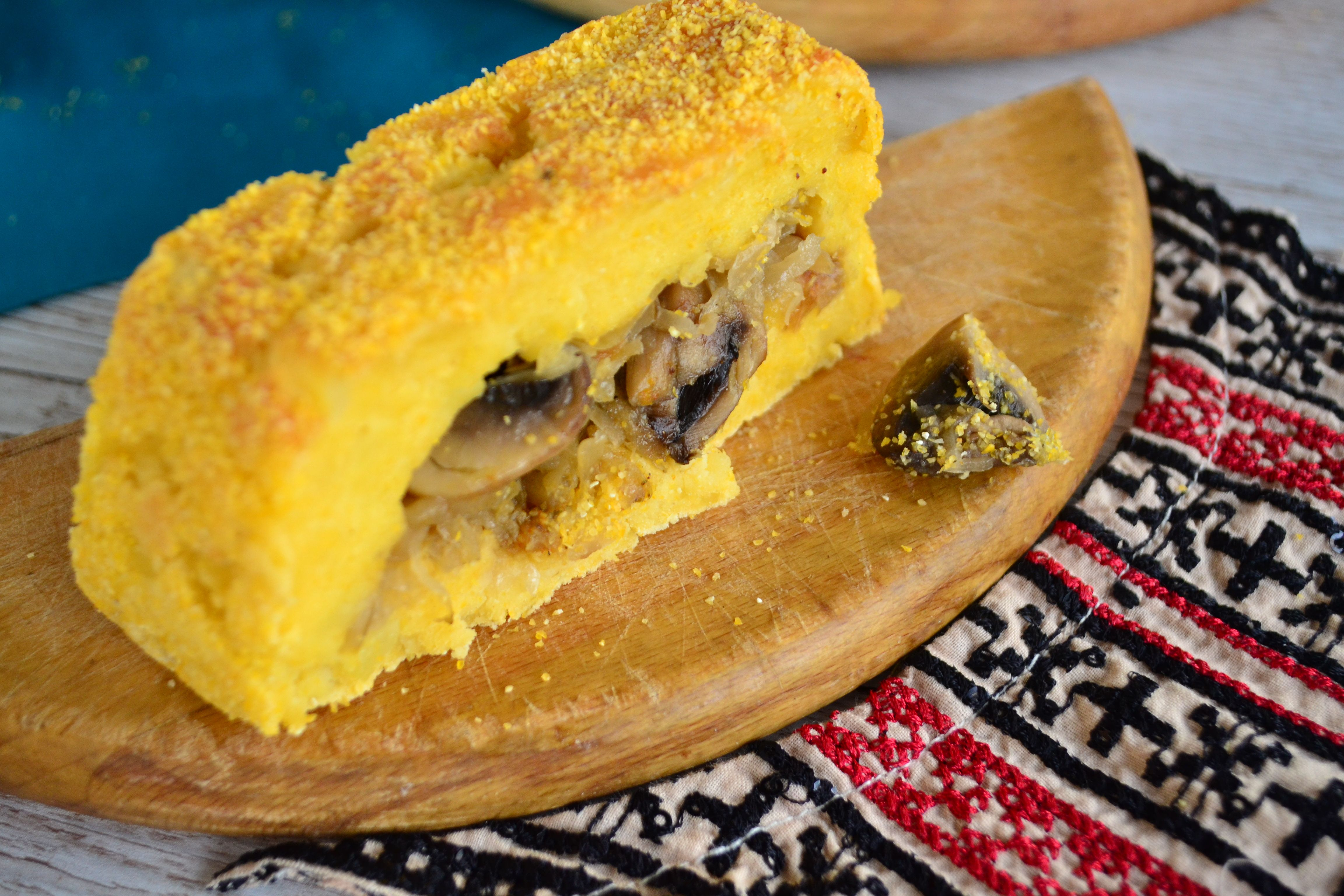
Вінницький лежень з грибами

На́чинка — продукти, якими начиняють кулінарні вироби; фарш (пол. farsz, фр. farce, нім. Farce); заправка (ісп. relleno, англ. stuffing тощо).
Начинка може бути самостійним продуктом або сумішшю продуктів, якими найчастіше начиняють вироби з тіста (пироги, пиріжки, млинці тощо) або кулінарні вироби (торти, цукерки та інше). Начинки бувають: м'ясними, рибними, овочевими, фруктовими, грибними, солодкими, кислими.
Серед найпоширеніших кулінарних начинок — м'ясний фарш або гриби із цибулею, капустою або рис із яйцем, картопляне пюре, повидло, мак, яблука тощо.

## Також
- На́чинка — заряд вогнегасника та подібне.[2]